# Monumento al Corazón de María (Tudela)
El Monumento al Corazón de María de Tudela (Navarra) es una gran estatua construida en honor a María (madre de Jesús) a mediados del siglo XX en un collado frente a la Torre Monreal, cercano al barrio de Lourdes. El Corazón de María tiene su contrapunto al otro lado de la ciudad, en el cerro de Santa Bárbara, con el Monumento dedicaco al Corazón de Jesús.  

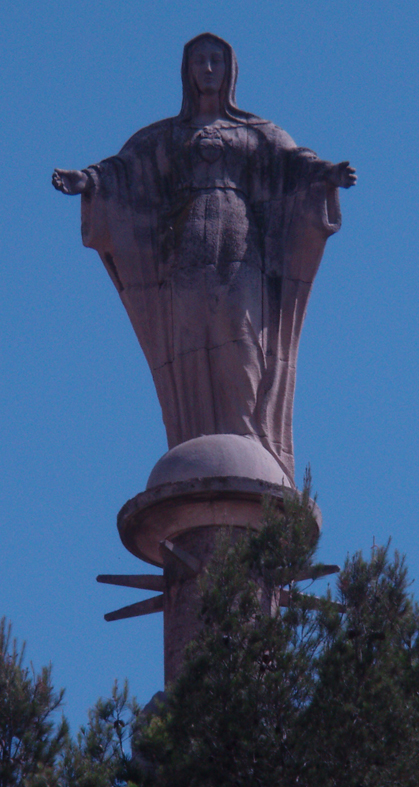
Monumento al Corazón de María de Tudela

## Descripción general
La imagen de María descansa sobre un esbelto obelisco tronco-cónico, que en conjunto alcanzan una altura de 21,5 m. 

## Historia y cronología de construcción
La primera piedra del Monumento al Corazón de María se puso el 8 de diciembre de 1954 y se inauguró el 7 de octubre de 1956. El monumento fue proyectado por el arquitecto Enrique Celso y el escultor Angel Bayod Uson.